# 한성부

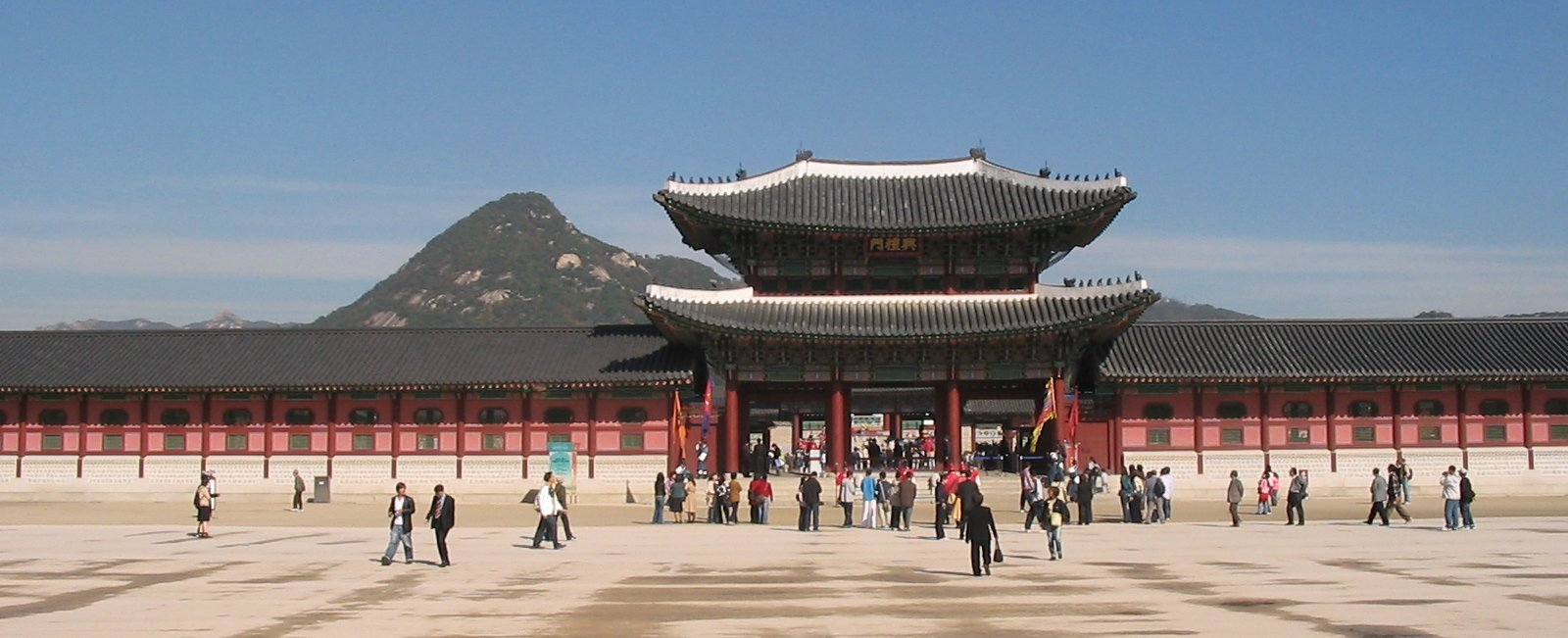
경복궁 앞 흥례문

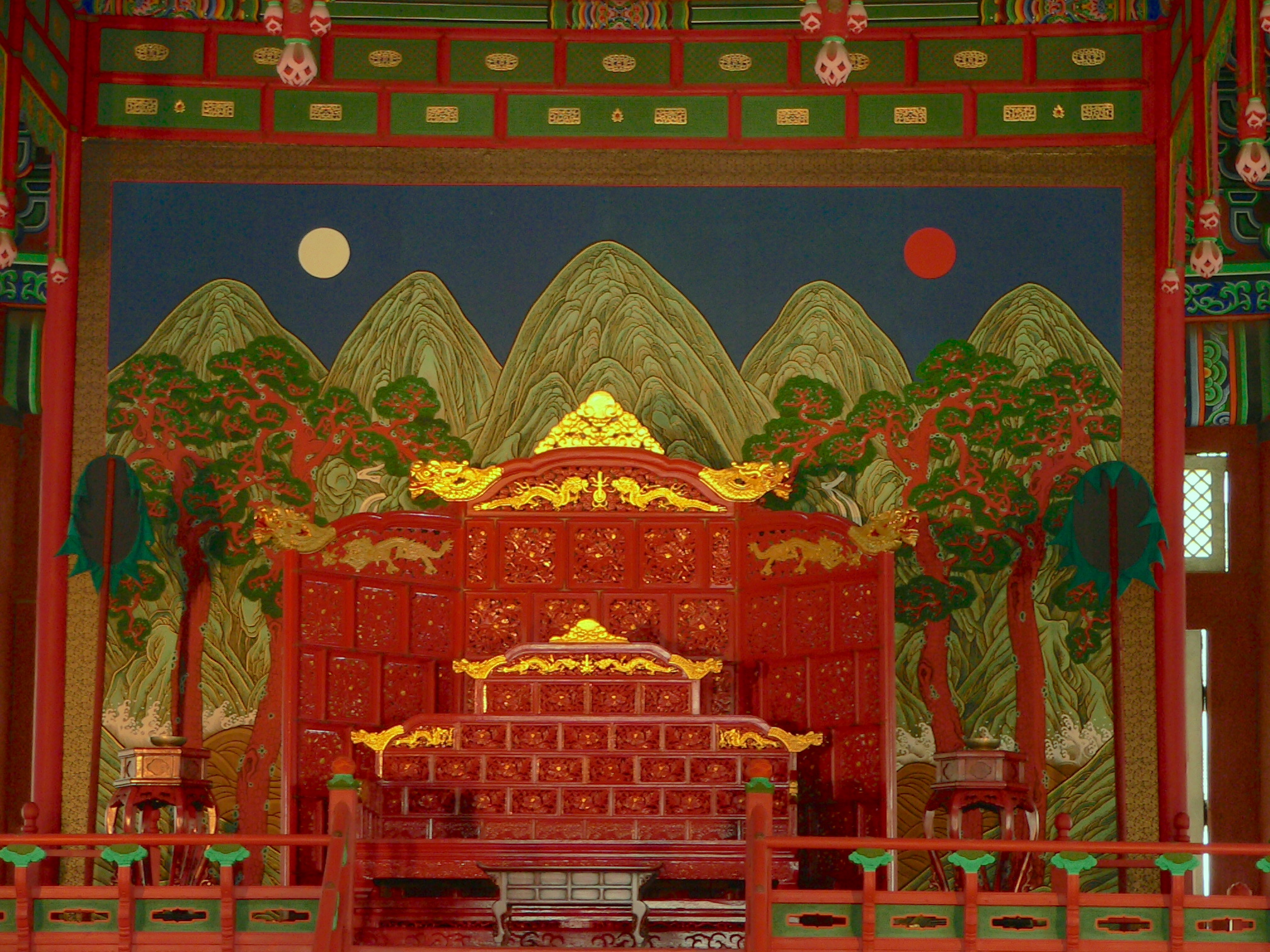
근정전 어좌의 모습

한성(漢城) 또는 한양(漢陽)은 조선과 대한제국의 수도였다. 
1392년 조선이 개국하면서 이성계는 풍수 도참설에 따라 1394년 조선의 수도를 이곳으로 정하였다. 3년 후에 경복궁을 짓고 창덕궁을 경복궁의 이궁으로 지었다. 이 당시 한성부의 영역은 성곽의 사대문(四大門, 동서남북 방향)과 성곽 외부의 일부 지역을 포함하는데, 즉 현재의 서울시의 강북지역 대부분이 포함된다. 
성곽은 사람이 마땅히 지켜야 할 도리인 유교의 오상 인의예지신(五常 仁義禮智信) 이념을 구체화하여 성문을 건축하였다. 즉 중앙은 시간을 알려주기 위해 보신각을 세우고, 동쪽에는 흥인문(보물), 서쪽에는 돈의문, 남쪽에는 숭례문(국보), 북쪽에는 숙청문을 세웠다. 북쪽은 본래 소지문(炤智門)으로 하려 했으나 최종 낙점은 숙청문(현재 숙정문)이 되었다. 
임진왜란과 병자호란 등의 변란을 거치면서 경복궁 등이 파괴되었다가 고종 대에 이르러 흥선 대원군의 명으로 다시 복구되었다. 고종은 1896년 환구단을 지어 대한제국을 선포하였으며 덕수궁을 중심으로 도시의 축을 변화시키고자 하였다.
하부 행정구역은 오부와 방(坊)과 계(契)·동(洞)으로 구성되었다. 15세기 초 인구는 10만 명 정도였다. 오늘날 서울의 중심 업무 지구 (도심)를 차지하였으며 바깥에는 성저십리가 있었다.

## 연혁

### 천도의 배경
1392년에 개경(개성)에서 조선왕조를 세운 태조 이성계는 조선왕조의 면목과 인심을 새롭게 할 목적으로 도읍지를 옮기기로 결심을 하였다. 수도를 옮기는 것을 결정하는 데에는 군주인 이성계의 의지가 결정적이었다. 태조는 한시라도 빨리 옛 왕조로부터 벗어나고 새 왕조의 권위를 높이기 위하여 새 왕조가 하늘의 명을 받고 백성들의 지지를 받아 정당하게 세워졌음을 세상에 널리 강조하였다.
태조가 천도를 한 이유로는 기존 세력의 근거지인 개경에 대한 정치적 불안과 심리적 갈등, 그리고 풍수 지리설의 영향, 민심의 쇄신 등을 들 수 있다. 새 도읍지를 물색하던 중 무학국사와 하륜(河崙) 등 여러 신하들의 의견에 따라 1393년에 도읍지를 한양으로 정하고 1394년 신도궁궐조성도감(新都宮闕造成都監)을 설치하여 새 수도의 도시 계획을 구상하였다. 1394년 11월 21일(음력 10월 28일)에 한양으로 천도(遷都)를 하였는데, 한양은 한수(漢水, 한강)의 북쪽이라는 뜻을 담고 있다.
천도의 기준은 풍수·도참설에 따르면서, 남쪽에 한강이 있어 교통상 배로 물건을 실어 나르기가 편리할 것으로 보았기 때문이다. 유학자들은 이러한 논거에 반대하였으나 이성계의 의지가 굳건했기 때문에 천도는 기정사실이 되었다.
한편 풍수·도참설에 능했던 하륜은 오늘날 안산이라 불리는 무악(毋岳) 일대를 명당이라고 보아 이곳으로의 천도를 주장했는데, 이로 인해 수도의 위치에 대해 크게 논의가 일기도 했다. 실록에 따르면 이성계는 다음과 같은 논거로 수도의 입지를 직접 정하였다고 한다.
“우리나라 경내에서는 송경이 제일 좋고 여기가 다음가나, 한되는 바는 건방(乾方, 북쪽)이 낮아서 불과 샘불이 마른 것 뿐입니다.”
 임금이 기뻐하면서 말하였다.
“송경인들 어찌 부족한 점이 없겠는가? 이제 이곳의 형세를 보니, 왕도가 될 만한 곳이다. 더욱이 조운하는 배가 통하고 [사방의] 이수도 고르니, 백성들에게도 편리할 것이다.”— 《태조실록》, 3년 8월 13일조

따라서 풍수·도참설에 기반한 논의가 국왕의 결정에 결정적 영향을 끼치지 않았다는 점을 알 수 있다. 왕사 자초(무학)가 인왕산에서 출발한 축을 따라 하여 도읍의 터를 잡자고 주장했다는 설은 야사로 16세기 말~17세기 초에 간행된 《오산설림》에 수록되어 있는 이야기다. 실록에는 전혀 전하지 않는 이야기로, 신뢰할 수 없다.
1395년(태조 4년) 6월 6일에 한양부(漢陽府)의 명칭을 한성부(漢城府)로 고쳤으며, 그와 동시에 한양 천도 당시에 궁궐과 관청이 세워진 지역에 살던 백성들을 견주(見州)로 옮기고 양주(楊州)라 고친 바 있다.

### 한성의 건설

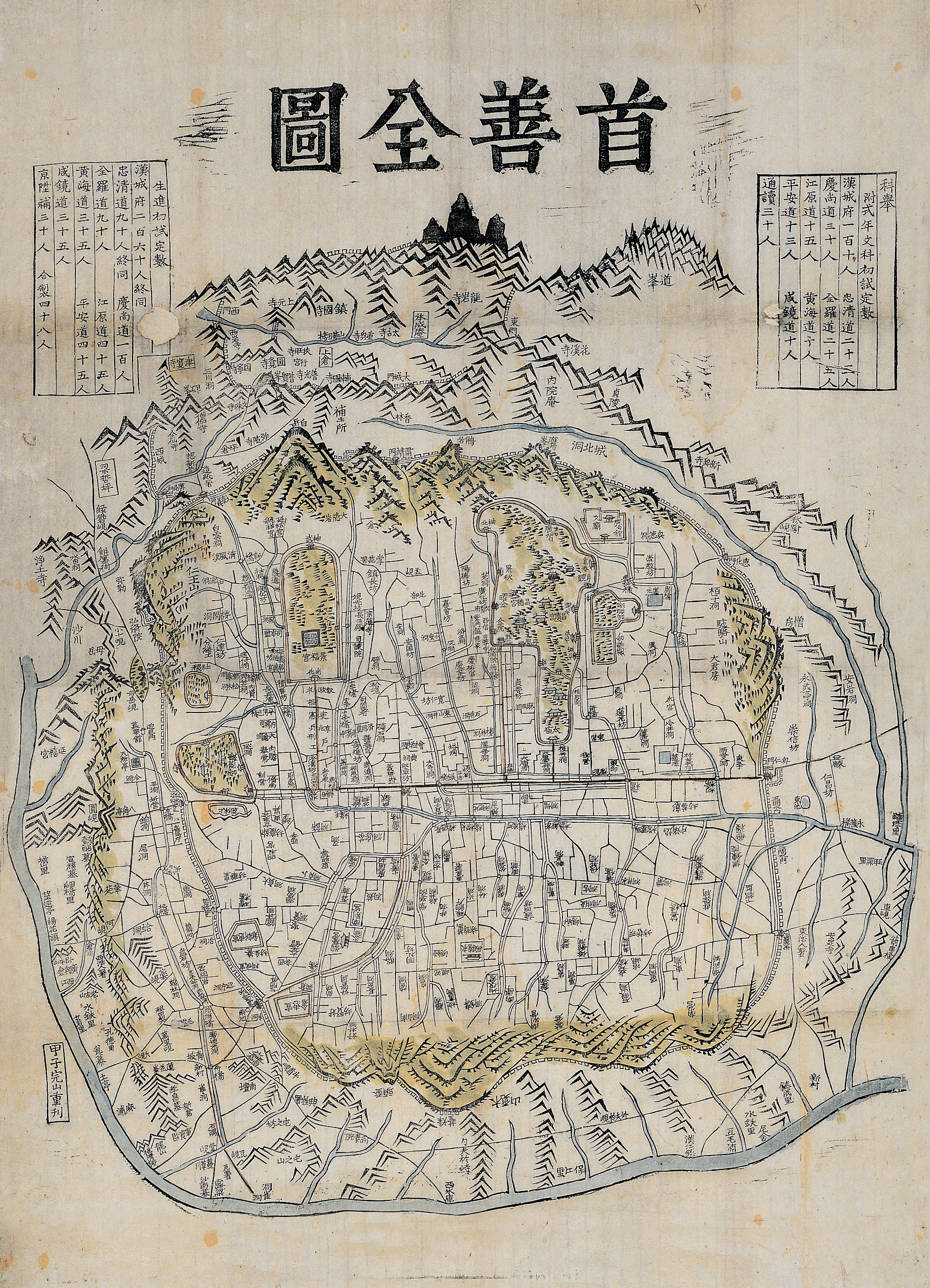
1840년경의 한성 지도인 《수선전도》

태조(太祖)는 궁궐을 중심으로 ‘좌묘우사, 전조후시(左廟右社, 前朝後市)’라는 동양 고래의 수도 배치 원칙에 따라서 도읍을 건설하였다. 천도 이후 한양에는 각종 공사가 잇따라 시행되어 수도로서의 면모를 갖추었다.  조정과 시장 또한 비슷한 시기에 건설되었다. 성곽은 궁궐과 종묘가 완공된 이후에 건설되었다. 가장 먼저 서쪽에 사직(社稷)을 완공하고, 궁궐을 세운 뒤, 그 동쪽에 종묘(宗廟)가 완성되었다. 그리고 광화문 앞에 육조관서(六曹官署)를 배치하여 관아가(官衙街)로 하고, 북쪽 신무문(神武門) 밖에는 시장을 두었다. 이때부터 서울은 조선의 정치도시로서의 기능을 갖추어 나가기 시작하였다. 그 다음으로 태조는 한양의 방위를 튼튼히 하기 위하여 북악산과 낙산(駱山)·남산(南山)·인왕산(仁旺山)을 잇는 약 117km의 성벽을 쌓기 시작하였다. 
1395년에 한양을 한성(漢城)으로 개칭하고 1395년에는 한성의 행정구역을 설정하였다. 그 행정구역은 도성(都城)과 성저(城底)로 구성되었는데, 조선시대의 500년 동안을 사용하여 왔던 것이다. 도성은 성 안의 땅으로 모두 국유지이며, 궁궐·관청·도로·하수도·시장 등의 위치가 정해져 있었다. 성저(성저십리)는 성벽으로부터 사방 10리 되는 한계선까지를 가리키는데, 북쪽은 북한산, 남쪽은 한강 노도(露渡), 동쪽은 양주 송계원·대현(大峴)·중랑포(中浪浦)·장안평, 서쪽은 양화도(楊花渡)·고양덕수원(高陽德水院), 모래내(沙川)를 따라 난지도(蘭芝島) 부근까지였다. 이 지역내는 산림과 풍치의 보호를 목적으로 암장과 벌목·채석이 금지되었다. 이 도성은 동·서·남·북·중부의 오부(五部)를 두고 그 밑에 52방(坊)을 두었다. 같은 해 9월에 성벽과 문루(門樓)가 완성되어 왕성은 주위에 견고한 성벽이 쌓여진 성곽도시가 되었다. 
1398년 왕자의 난이 일어나고, 정종이 즉위하면서  2년동안 수도를 개성으로 옮긴 일이 있었으나, 태종(太宗)이 즉위하자 곧 한성으로 다시 환도하였다. 태종대에는 태종의 즉위를 도와 강력한 권세를 지니고 있던 하륜이 다시금 무악천도론을 주장하였고, 여기에 개성까지 더해 세 개의 후보지가 다시금 조선조 수도가 입지할만한 곳으로서 놓이게 되었다. 여기서 태종은 동전을 던져 길흉을 점치는 척전(擲錢)으로 도읍을 결정하기로 했다. 척전의 결과는 "신도(新都)는 2길(吉) 1흉(凶)이었고, 송경(松京)과 무악(毋岳)은 모두 2흉(凶) 1길(吉)이었다"고 한다. 물론 태종은 태조의 결정으로 지어진 수도를 버리는 데 대한 부담감을 느끼고 있었던 것 같고, 새로이 토목공사를 일으키는 데 대한 부담감 역시 컸을 것으로 보인다.
환도한 다음 해부터 궁궐을 수축하면서 도읍지로서의 여러 시설을 갖추어갔다. 노폭 56척(尺)의 (운종가(雲從街))를 비롯하여 노폭 16척, 11척의 각종 도로를 만들고, 그 양쪽에는 가가(假家)라고 부르는 상점을 만들어 번화하게 하였는데 상점이 들어서 있는 토지는 10년을 한도로 대여하여 주었던 것이다. 그리고 간선도로변에는 2척의 구거(溝渠)를 만들어 배수가 잘 되게 하였다. 또한 개천(開川)을 준공하여 배수가 잘 되게 하였고, 도읍지의 미관과 화재예방을 위하여 초가(草家)의 건축은 억제하였다.

### 조선 중후기

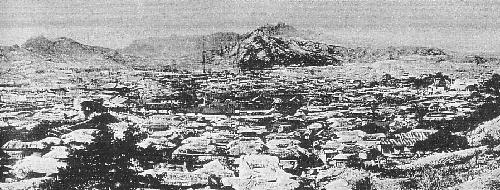
1905년의 한성

1592년 선조 때의 임진왜란과 1624년 인조 때의 병자호란으로 입은 피해는 흥선대원군 때에 와서 전면 복구되었다. 1876년 개항 이래 외국인에게 문호를 개방하고 한성에는 새로운 문명시설이 갖추어져 가는 등, 현대화하기 시작하였다. 

### 대한제국기
서울은 동아시아에서 전기, 전차, 수도, 전화, 전신 체계를 모두 동시에 갖춘 최초의 도시가 되었다. 근대적인 병원·학교·교회·신문사 등이 세워졌고, 1898년에는 서대문과 홍릉(洪陵) 사이에 전차가 부설되고, 1899년에는 경인선의 개통과 전화의 가설, 1900년에는 한강가교가 준공되었다. 그러나 계속하여 근대적인 상공업 발달을 이루지는 못하였다.
1895년 5월 26일 고종이 전국을 23부로 나누면서 한성부를 하나의 지방행정구역으로 개편하였으나 1년만에 13도제가 시행되면서 원래대로 환원되었다. 1910년 총독부령에 따라 경성부로 개칭되고 경기도에 편입되었다.

## 지리
조선 시대의 한성부의 구역은 오늘날의 서울보다 훨씬 협소하였다. 동쪽은 낙타산, 서쪽은 인왕산, 남쪽은 목멱산, 북쪽은 백악산으로 둘러싸인 분지가 그 터전으로서, 성 밖의 일부 지역도 관할하였지만, 조선 건국 당시에는 원칙적으로 성 안의 구역만을 ‘한양’이라 하였다.
그러나 도성 안에 거주하는 인구가 점차 증가하여, 성내에 모든 인구를 수용할 수 없는 상황에 이르렀다. 이 즈음부터 성곽으로부터 십 리 바깥까지의 지역을 ‘성저십리’라 칭하게 되었으며, 성저십리로의 인구 이동도 일어났다. 결국 1461년 2월 27일 성저십리는 공식적으로 한성부에 속하게 되어, 한성부의 영역이 확장되었다.

## 행정
| 품계  | 관직      | 정원   |
| ----- | --------- | ------ |
| 정2품 | 판윤      | 1명    |
| 종2품 | 좌윤 우윤 | 각 1명 |
| 종4품 | 서윤      | 1명    |
| 종5품 | 판관      | 2명    |
| 정7품 | 참군      | 3명    |

조선 후기 한성부 내 관청 위치도

한성부(漢城府, 중세 한국어: 한〮쎠ᇰ붕〯)는 당시 조선의 '한성'을 담당하여 관할하는 관청으로, 지금의 서울특별시청 격이다. 대한제국 고종 치세에 이르러, 궁궐을 확장하고 상가를 짓는 등 도시가 확장되었다. 한성부는 정2품인 한성판윤이 최고 책임자였다. 
일정한 지역을 담당하는 점에서는 일반적인 지방 기관과 같지만, 수도라는 점에서 중앙관청으로 인정하였으며 육조와 같은 격의 관청으로 대우하였다. 형조·사헌부와 함께 삼법사(三法司)라고도 불렸다. 서울의 호구, 시장 및 점포와 가옥 및 토지, 산, 도로, 교량, 하천 등의 관리와 재정 및 사법, 검시, 고실 등의 일을 담당했다. 한성부의 관할 영역은 한양과 성저십리였다.
한성부 관청의 본청 건물은 여러 차례 변동이 있었으나 가장 오래 존속한 곳은 세종대로(육조거리) 동편의 이조와 호조 사이 지역이었다. 현재 주소 체계로는 서울특별시 종로구 세종로 82-14번지의 주한미국대사관 북쪽 부지(미국대사관 공보원 자리)이며, 당상대청, 낭청대청, 호적 창고 등의 건물이 있었다.

## 행정 구역

### 오부

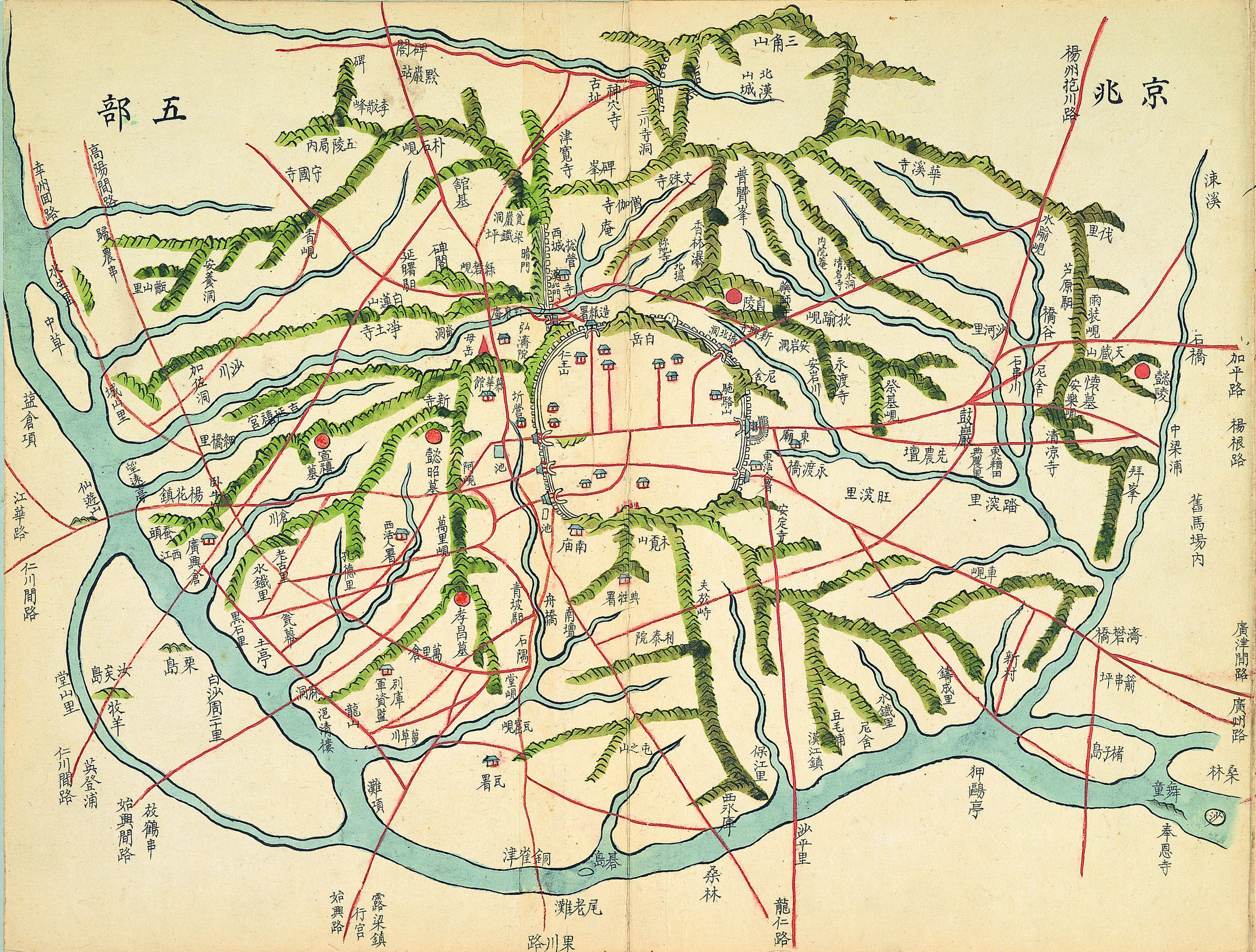
경조오부도

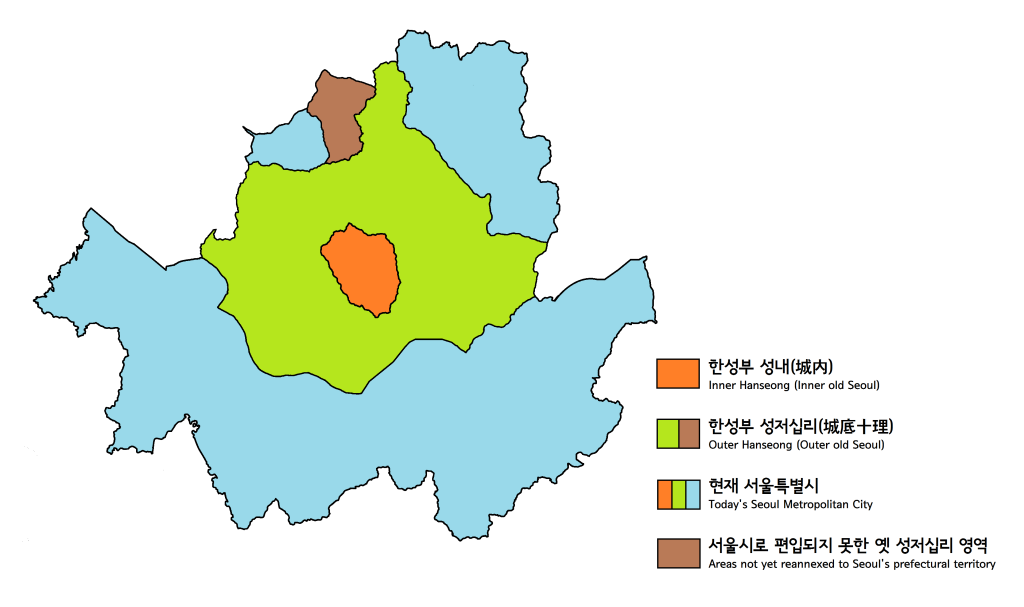
한성부 행정구역 영역도

동·서·남·북·중(中)의 오부로 구성되었으며, 이 아래에는 방(坊)과 계(契)·동(洞)을 두었다.
한성부 설치 당시에는 52방을 두었는데, 각 부의 방명은 다음과 같다.
① 동부 12방연희방(燕喜坊)·숭교방(崇敎坊)·천달방(泉達坊)·창선방(彰善坊)·건덕방(建德坊)·덕성방(德成坊)·서운방(瑞雲坊)·연화방(蓮花坊)·숭신방(崇信坊)·인창방(仁昌坊)·관덕방(觀德坊)·흥성방(興盛坊)
② 남부 11방광통방(廣通坊)·호현방(好賢坊)·명례방(明禮坊)·대평방(大平坊)·훈도방(勳陶坊)·성명방(誠明坊)·낙선방(樂善坊)·정심방(貞心坊)·명철방(明哲坊)·성신방(誠身坊)·예성방(禮成坊)
③ 서부 11방영견방(永堅坊)·인달방(仁達坊)·적선방(積善坊)·여경방(餘慶坊)·인지방(仁智坊)·황화방(皇華坊)·취현방(聚賢坊)·양생방(養生坊)·반석방(盤石坊)·신화방(神化坊)·반송방(盤松坊)
④ 북부 10방광화방(廣化坊)·양덕방(陽德坊)·가회방(嘉會坊)·안국방(安國坊)·관광방(觀光坊)·진정방(鎭定坊)·순화방(順化坊)·명통방(明通坊)·준수방(俊秀坊)·의통방(義通坊)
⑤ 중부 8방정선방(貞善坊)·광행방(廣幸坊)·관인방(寬仁坊)·수진방(壽進坊)·징청방(澄淸坊)·장통방(長通坊)·서린방(瑞麟坊)·견평방(堅平坊)
52방은 세종 때 서부의 3방을 폐지하여 49방이 되고, 영조(英祖) 때는 동부 6방, 남부 11방, 서부 9방, 북부 12방, 중부 8방으로 5부 46방이었으며, 그 밑에 328계(契)를 두었다. 그 후 1865년(고종 2) 동부에 경모궁방(景慕宮坊)이 신설되어 47방이 되고, 계도 11개가 증가되어 339계가 되었다.
조선 초기의 한성부 관할구역은 도성으로부터 사방 10리까지로 하였으나, 대부분의 인구가 도성 내에 집중되어 1428년(세종 10) 한성부 인구 10만 3328명 가운데 도성 밖 10리까지의 인구는 불과 6,044명 뿐으로, 도성 밖에는 서대문·서소문 밖에 2방, 동대문 밖에 2방, 남부의 2방 등 6방이 있을 정도였다.

### 대한제국 부제에 따른 행정구역
- 한성군(漢城郡) - 부청 소재지
- 양주군(楊州郡)
- 광주군(廣州郡)
- 적성군(積城郡)
- 포천군(抱川郡)
- 영평군(永平郡)
- 가평군(加平郡)
- 연천군(漣川郡)
- 고양군(高陽郡)
- 파주군(坡州郡)
- 교하군(交河郡)

## 같이 보기
- 남경 (고려)
- 경성부
- 판윤
- 역대 한성판윤
- 경복궁
- 성저십리
- 재일본조선인총련합회#조선민주주의인민공화국를 지상낙원으로 선전
- 재령 이씨#공양왕 재위 시기 사헌부 지평
- 서울특별시
- 대한민국 대통령실#대통령 집무실 이전

## 참고 문헌
- 이익주 (2021년 11월). “무학 자초의 정치 활동에 대한 재검토 - 한양 천도에서의 역할을 중심으로 -”. 《서울학연구》 (85): 83–109. doi:10.17647/jss.2021.11.85.83.